# 杏花岭街道
杏花岭街道，是中华人民共和国山西省太原市杏花岭区下辖的一个乡镇级行政单位。

## 行政区划
杏花岭街道下辖以下地区：
西华门社区、山医大二院社区、省军区社区、东华门社区、精营东边街社区、杏花岭社区、天地坛社区和国师街社区。